# Мохов, Константин Григорьевич
Константи́н Григо́рьевич Мо́хов (26 сентября 1923 — 5 февраля 1945)— гвардии лейтенант, командир батареи противотанковых орудий 13-го гвардейского стрелкового полка, Герой Советского Союза, участник Великой Отечественной войны.

## Биография
Родился Константин Григорьевич 26 сентября 1923 год в пгт Башмаково (ныне — в Башмаковском районе Пензенской области) в семье служащего. Окончив Башмаковскую среднюю школу № 1, работал в совхозе. В Красной Армии с 1941 года. С августа 1942 года Константин Григорьевич находился в действующей армии, а в 1943-м окончил Подольское артиллерийское училище. Член ВКП(б) с 1943 года.

## Подвиг
Продолжая Инстербургско-Кёнигсбергскую операцию в Восточной Пруссии, войска 3-го Белорусского фронта с 19 по 26 января 1945 года прорвались к внешнему оборонительному обводу Кёнигсберга. Южнее они с ходу преодолели рубеж Мазурских озёр. Фронт приступил к Хейльсбергской операции, которая отличалась крайне ожесточённым характером.
5 февраля 1945 года командир батареи противотанковых орудий 13-го гвардейского стрелкового полка гвардии лейтенант Мохов Константин Григорьевич в бою за село Альбрехтсдорф, оставшись один из расчёта, артиллерийским огнём подбил транспортёр и, расстреливая в упор наступающую пехоту, истребил более 80 гитлеровцев. Продолжал вести огонь, пока пушка не была разбита прямым попаданием снаряда. После этого, взяв в руки автомат, бросился в рукопашную схватку с обступившим его врагом, при этом уничтожив огнём и прикладом свыше 10 немцев. От выстрела из пистолета в упор погиб.
19 апреля 1945 года указом Президиума Верховного Совета СССР гвардии лейтенанту Мохову Константину Григорьевичу за отвагу и мужество, проявленные в боях с врагом, присвоено звание Героя Советского Союза посмертно.
Похоронили мужественного офицера в 400-х метрах восточнее населённого пункта Редденау (пол. Rodnowo), Польша.

## Перезахоронение
7 октября 1980 года состоялось перезахоронение отдельных могил советских воинов на мемориал в г. Бранево (Варминско-Мазурское воеводство Польши) (квартал XIV 190).

## Память

### посёлок Башмаково
- Установлен бюст.
- Именем Героя названа улица.
- Школа № 1 носит имя Героя.

## Награды
- Медаль «Золотая Звезда» Героя Советского Союза.
- Орден Ленина.
- Орден Отечественной войны II степени.
- Орден Красной Звезды.